# Artemio Franchi
Artemio Franchi (Florencia, 8 de enero de 1922-Siena, 12 de agosto de 1983) fue un dirigente deportivo italiano. Ha sido el tercer presidente de la UEFA (1973-1983) y vicepresidente de la FIFA (1974-1983), así como presidente de la Federación Italiana de Fútbol en dos etapas no consecutivas entre 1967 y 1980.

## Biografía
Artemio Franchi nació en Florencia en 1922, en una familia procedente de Siena. Aunque comenzó a estudiar Economía y Comercio por la Universidad de Florencia, tuvo que dejarlo en la Segunda Guerra Mundial porque fue reclutado por el ejército italiano entre 1943 y 1944. Cuando la guerra terminó, pudo retomar los estudios y en 1948 se licenció con honores en Derecho Internacional. A nivel profesional era director ejecutivo de una distribuidora de combustibles.
Entre 1948 y 1951 formó parte de la junta directiva de la ACF Fiorentina, presidida por Carlo Antonini. Durante sus cuatro años como secretario general en el conjunto violeta, Franchi colaboró con el técnico Luigi Ferrero en la contratación de jóvenes futbolistas que tiempo después ganaron la liga en su edición de 1955-56. Aunque dejó ese cargo en 1951, se mantuvo ligado a la Fiorentina durante varios años. En 1959 asumió la presidencia de la Liga Nacional Semiprofesional, creada tras la reestructuración de la Serie C, y en 1967 se convirtió en el presidente de la Federación Italiana de Fútbol (FIGC). Bajo su gestión, Italia conquistó la Eurocopa 1968 —en lo que suponía el primer triunfo internacional en tres décadas— y quedó segunda en la Copa Mundial de 1970.
Miembro de varios comités de la UEFA desde 1966, asumió la presidencia del organismo europeo el 15 de marzo de 1973. Un año más tarde se convirtió también en vicepresidente de la FIFA. A nivel UEFA, Franchi impulsó la modernización de la Eurocopa desde la edición de 1980, con un nuevo formato con fase de grupos y eliminatorias. En cuanto a la FIFA, formó parte del Comité Organizador de tres Mundiales (1974, 1978 y 1982) y fue presidente de la Comisión de Finanzas y de la Comisión Arbitral.
Aunque en 1976 había dejado de dirigir la FIGC para centrarse en la UEFA y en la FIFA, tuvo que volver en 1978 porque su sucesor, Franco Carraro, había sido nombrado para el Comité Olímpico Nacional. En 1980 renunció definitivamente a la federación italiana por el escándalo de apuestas deportivas de la liga.
Franchi falleció el 12 de agosto de 1983, a los 61 años, víctima de un accidente de tránsito que se produjo al haber perdido el control de su vehículo y chocar contra un camión en una carretera de Siena. Su muerte conmocionó al fútbol europeo e internacional, y ha motivado numerosos homenajes póstumos como la Copa Artemio Franchi (fundada en 1985) o el cambio de nombre de los estadios de Florencia y Siena, las dos ciudades donde más tiempo ha pasado. En 2011 fue incluido como miembro fundador del Salón de la Fama del fútbol italiano.